# Cariópside

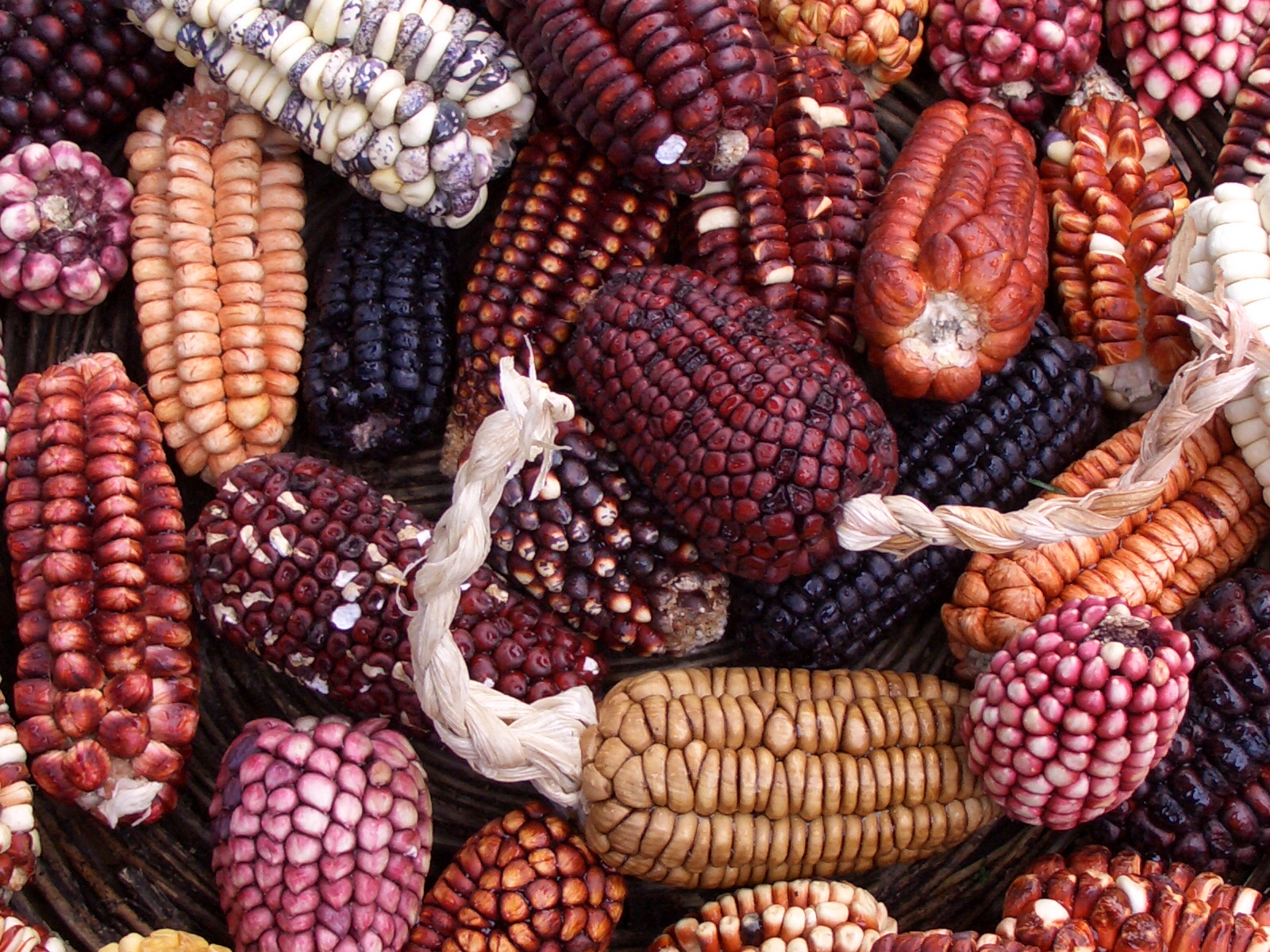
Granos o cariópsides de maíces peruanos.

Una cariópside o cariopse (del griego κάρυον, káryon, «núcleo» y ὄψις, ópsis, «vista») o grano (del latín, granum) es un tipo de fruto simple, similar al aquenio, formado a partir de un único carpelo, seco e indehiscente. En ella el integumento y el pericarpio se han fusionado, formando una piel protectora. Llamada también grano, es el tipo de fruto típico de las gramíneas (Poaceae) o cereales: el trigo (Triticum spp.), el arroz (Oryza sativa) y el maíz (Zea mays) forman cariópsides. En muchos casos, las "cáscaras" que protegen a estos frutos son los restos de las brácteas florales que los recubren; en sí, el integumento se ha incorporado a la parte que se consume.
- Datos: Q506139
- Multimedia: Caryopsis / Q506139